# Enno von Colomb
Pour les articles homonymes, voir Colomb.
Wilhelm Günther Enno von Colomb (né le 31 août 1812 à Berlin et mort le 10 février 1886 à Cassel) est un lieutenant général prussien et écrivain militaire.

## Biographie

### Origine
Il est le fils du général de cavalerie prussien Peter von Colomb (1775-1854) et de sa première épouse Wilhelmine Luise, née Stosch (1784-1822). Son frère Gebhard (1815–1891) et son demi-frère Karl (1831–1911) sont deviennent également lieutenants généraux prussiens.

### Carrière militaire
Colomb étudie au lycée Frédéric-Guillaume de Berlin et au lycée de Neisse. Le 20 février 1831, il s'engage dans le 1er régiment d'uhlans de la Garde de l'armée prussienne à Potsdam. Colomb y est promu sous-lieutenant le 20 décembre 1831 et suit l'École générale de guerre d'octobre 1835 à fin juin 1838. En octobre 1839, il est promu adjudant de régiment, devient premier-lieutenant le 11 mai 1848 et, en tant que tel, adjudant de la 2e brigade de cavalerie de la Garde le 13 février 1849. Dès le 3 mars 1849, il est affecté comme adjudant au commandement général du corps de la Garde. Promu au grade de Rittmeister en octobre 1851, Colomb est commandé le 1er mai 1853 au ministère de la Guerre dans la section de remonte et y est affecté le 2 décembre 1853. Le 15 novembre 1855, il retourne au service des troupes et devient chef d'escadron au 4e régiment d'uhlans. Fin mars 1858, il y est promu major et le 8 juillet 1858, il retourne au 1er régiment d'uhlans de la Garde. Il est d'abord utilisé comme officier d'état-major, puis Colomb est chargé du commandement du régiment à partir du 25 juillet 1859 et le 24 juillet 1861, il est finalement nommé commandant.
Pendant la guerre austro-prussienne de 1866, il commande son régiment lors de la bataille de Sadowa et reçoit l'ordre de la Couronne de 3e classe avec épées. Sous la position à la suite de son régiment, Colomb est nommé le 5 mars 1867 commandant de la 12e brigade de cavalerie et à ce poste, il est promu major général le 18 juin 1869.
Lors de la mobilisation à l'occasion de la guerre contre la France, Colomb reçoit le commandement de la 3e brigade de cavalerie le 18 juillet 1870, avec laquelle il participe aux batailles de Beaumont, Sedan, Orléans et Le Mans, et au siège de Paris. Ses réalisations sont reconnues par l'attribution des deux classes de la croix de fer.
Après la paix de Francfort, Colomb redevient commandant de la 12e brigade de cavalerie. Après avoir été promu lieutenant-général le 2 septembre 1873, il est transféré le 25 novembre 1873 avec son salaire actuel vers les officiers de l'armée. Le 10 février 1874, il est nommé commandant de Cassel. Dans cette position, Colomb reçoit le 20 janvier 1878 l'ordre de l'Aigle rouge de 1re classe avec feuilles de chêne et le 1er mars 1881, à l'occasion de son 50e anniversaire de service, la croix et l'étoile de commandeur de l'ordre de la Maison Royale de Hohenzollern. Le 14 juillet 1885, il est mis à disposition avec sa pension légale.

### Famille
Colomb est marie le 8 mai 1851 à Linz avec Klara Luise Georgine baronne von Binzer (1823–1910). Elle était la fille aînée d'August Daniel et d'Emilie von Binzer. Les enfants suivants sont nés de ce mariage :
- Wilhelmine Marie Emilie Catherine (née le 8 mars 1854 à Berlin) mariée le 19 juillet 1893 Friedrich von Bernhardi, General der Kavallerie
- Adalbert Alexandre Karl Gebhard Christoph (né le 13 mars 1857 à Schneidemühl), capitaine de frégate
- Ferdinand Maximilien Franz Alfred Benno (né le 19 janvier 1861 à Potsdam), colonel prussien

## Publications
- Aus dem Tagebuch des Generalmajors von Colomb 1870/71. Berlin 1876.
- Beiträge zur Geschichte der preußischen Kavallerie. Berlin 1880.
- als Hrg.: Blücher in Briefen aus den Feldzügen 1813–15. Berlin 1876.
- Betrachtungen über die Führung der Kavallerie, Berlin 1869, Digitalisat